# Антон Коша
Антон Коша (рум. Anton Coşa; 23 листопада 1961, Валя Маре, Румунія) — римо-католицький єпископ, ординарій єпархії Кишинева, Молдова.

## Біографія
25 червня 1989 року Антон Коша висвячений на священика, після чого служив вікарієм у католицькому приході міста Ясси, Румунія.
28 жовтня 1993 року Антон Коша призначений ординарієм Апостольської адміністратури Молдови. 6 січня 2000 року висвячений у титулярного єпископа міста Песто. 27 жовтня 2001 року після установи Святим Престолом єпархії Кишинева став першим єпископом цієї нової католицької єпархії.